# Real Sociedad Deportiva Alcalá
La Real Sociedad Deportiva Alcalá, S. A. D. es un club de fútbol de España, de la ciudad de Alcalá de Henares. Fue fundado el 1 de mayo de 1924 y juega en la Segunda Federación.

## Historia
La ciudad universitaria de Alcalá de Henares cuenta con un largo historial futbolístico. Ya en 1908 e influida por la cercanía con la capital del país donde se desarrolla con gran éxito, se tienen noticias de la aparición del Alcalá Foot-Ball Club, club con historia fugaz. Durante el paso de la I Guerra Mundial, la localidad alojó a un gran número de internados alemanes que hicieron progresar a los jóvenes locales, naciendo poco tiempo después dos clubs de corta trayectoria; en 1920 la Unión Deportiva Alcalaína y en 1922 la Sociedad Gimnástica Alcalaína. El 1 de octubre de 1924, el escolapio Eusebio Gómez de Miguel, profesor de matemáticas del colegio instalado en la antigua Universidad, funda un nuevo club, el Alcalá Foot-ball Club que no tiene nada que ver con el anterior, comenzando a jugar en la Era del Pozo Artesiano, lo que hoy se conoce como el Barrio de Antezana.
Paralelamente a estos acontecimientos Ángel Gómez Alcalá funda la Deportiva Obrera Alcalaína, aprovechando parte del material del Alcalá F.C., jugando en el campo de este hasta que se produce la fusión de ambos clubs el 1 de mayo de 1929 para formar la Sociedad Deportiva Alcalá tal y como ha llegado hasta nuestros días. El 20 de diciembre de ese mismo año 1929 se le otorga el título de Real, el presidente de la Sociedad Deportiva Alcalá, Fernando Presas, solicitó a la Casa Real la concesión de tal honor, pasando a ser conocido desde entonces como Real Sociedad Deportiva Alcalá.
Como dato curioso cabe reseñar que el Alcalá tiene dos presidentes de honor, S.A.R. el Rey Felipe VI y Rodolfo Gómez de Vargas.
Deportivamente la Real Sociedad Deportiva Alcalá empezó compitiendo en el Campeonato Regional organizado por la Federación Regional Castellana de Foot-Ball tras federarse el 26 de agosto de 1933, sin destacar en demasía, perdiendo el rango de Real durante la República, tiempo en la que figuró con el nombre de Sociedad Deportiva Alcalá como ya hiciese en su origen. Es a partir del término de la Guerra Civil cuando recupera el título de Real y cambia a Real Sociedad Deportiva Alcalá, empezando a tomar protagonismo al ser invitado en el campeonato de Tercera División de la temporada 40/41 en el que consigue el subcampeonato. En las dos temporadas siguientes permanece en Primera Regional, siendo campeón en la 41/42 y subcampeón en la 42/43, lo que le permite volver a Tercera División.
En la campaña 43/44 es sexto en el Grupo VI de Tercera División, volviendo a competir en Primera Regional durante las siguientes sesiones en una categoría que todavía no se encuentra definida y que resulta muy cara de mantener. En las temporadas 49/50 y 50/51 vuelve a militar en Tercera División, siendo decimotercero en la primera y decimoquinto, con descenso incluido, en la segunda. Durante los años cincuenta el club cuenta con varias secciones deportivas entre las que destacan el baloncesto, boxeo y ciclismo, las cuales posteriormente desaparecerán con el paso del tiempo. En cuanto al fútbol permanece durante toda la década en Primera Regional hasta que al final de la sesión 59/60 se proclama Campeón y asciende a Tercera División.
La década de los sesenta la pasa íntegramente en Tercera División, con unos primeros años en el grupo castellano-extremeño en el que siempre ocupa puestos en la zona media de la clasificación y un posterior cambio al grupo castellano en el que consigue ser tercero en la edición 66/67 y quinto en la 67/68. El 28 de junio de 1966 la directiva decide vender el viejo campo de deportes del Val, momento en que se instaura la disputa del bolo veraniego más antiguo de la Comunidad, el Trofeo Cervantes. Poco después, compran el 29 de agosto de 1967 unos terrenos por 9.800 pesetas. En la campaña 68/69 los grupos de Tercera División experimentan cambios motivados por una reestructuración de la misma, siendo octavo en la sesión 68/69 y decimocuarto en la 69/70. Este puesto hace que no pueda superar el corte establecido por la RFEF y descienda a Primera Regional.
Siete serán las campañas en la que milite en Regional, en Primera desde la sesión 70/71 hasta la 72/73, y en Preferente desde la creación de esta en la edición 73/74. Será el día 14 de agosto de 1973 cuando por fin se inaugura el nuevo Estadio Municipal El Val, también llamado Virgen del Val y ubicado dentro de la Ciudad Deportiva del mismo nombre, con un encuentro entre la RSD Alcalá y UD Salamanca, con resultado final de 1-1 perteneciente al primer partido disputado del Trofeo Cervantes. En la temporada 76/77 es subcampeón tras el CD Leganés y asciende a Tercera División. El tramo final de los setenta lo pasa en Tercera División dentro de un grupo formado por castellanos, aragoneses y canarios, disfrutando de buenas clasificaciones incluido el primer puesto de la 79/80 que le conduce a Segunda División B por vez primera en su historia.
La década de los ochenta la empieza en el Grupo I de Segunda B, el de la zona norte, siendo decimocuarto en la campaña 80/81 y octavo en la 81/82. A partir de la sesión 82/83 pasa al Grupo II, siendo decimosexto con bastantes apuros para conseguir la permanencia. Séptimo es en la edición 83/84, yendo deportivamente a menos en las dos siguientes culminando con el descenso a Tercera División en la temporada 85/86. En la sesión 86/87 es cuarto pero debido a la ampliación de grupos que experimenta la Segunda B al pasar de un grupo único a cuatro con ochenta participantes, asciende a está al ocupar una de las siete primeras plazas que otorga la R.F.E.F. a la Federación Castellana para poder militar en ella. Su segundo ciclo en Segunda B dura cuatro temporadas, obteniendo el octavo puesto en la edición 87/88 y el séptimo en la 88/89. En la campaña 89/90 pierde fuelle y acaba decimoquinto.
La campaña 90/91 es un fracaso y tan solo vence en seis encuentros, consiguiendo diecisiete puntos en todo el campeonato. De vuelta a Tercera División es cuarto en la campaña 91/92, consiguiendo salir vencedor en la Promoción al ganar en cinco de los seis encuentros, superando a CD Lealtad, CD Carballino y Atlético Astorga. La temporada 92/93 es un nuevo fiasco ya que finaliza último con siete victorias y sin opciones durante todo el torneo. El campeonato 93/94 en Tercera División es peor aún, siendo igualmente colista con solo cuatro victorias y encadenando su segundo descenso consecutivo, a Preferente en esta ocasión. Su paso por Regional es efímero y al término de la sesión 94/95 consigue retornar a Tercera División quedando campeón. En el regreso a Tercera División es décimo en la campaña 95/96, consiguiendo ser tercero en la siguiente 96/97. En la Promoción de Ascenso es tercero tras Burgos CF y Ponte Ourense C.F. Último es el CD Lealtad. En las dos temporadas siguientes no logra clasificarse para jugar la Promoción, objetivo que sí alcanza en la edición 99/00 al ser cuarto. En esta decisiva fase resulta tercero precedido por Club Siero y UD Salamanca B, mientras último es el CD Lalín.

### SigloXXI
A finales del siglo XX, la situación del club se hizo aún más ruinosa, debido a que tenía una deuda acumulada bastante fuerte que le podía haber llevado a la desaparición. Sin embargo, la aparición de D. Rodolfo Gómez de Vargas fue su salvación, ya que gracias a su gestión y patrimonio consiguió levantar el club y dejarlo en unas condiciones óptimas. La condonación de la deuda hizo que el club conservase su relevancia y optase a estar los últimos años aspirando a entrar en los primeros puestos. Tras siete temporadas, cansado y enfermo, aunque felizmente repuesto, dejó la presidencia para que se hiciera cargo del club un equipo de gestores profesionales, a cuya cabeza figura como presidente Jorge Carretero, complementado por Daniel Muñoz, Juan Carlos Pedraza, Joaquín Olmeda y Lorenzo Jabonero entre otros.
En la temporada 2000/01 es quinto en liga, pero el Real Madrid C. F. "C" no puede promocionar por encontrarse el filial madridista B en Segunda B. Su puesto lo ocupa la Real Sociedad Deportiva Alcalá, siendo un verdadero acierto por cuanto se proclama Campeón de su grupo y asciende a la división de bronce al superar a U. P. Langreo, C. D. Endesa As Pontes y C. F. Palencia. En el estreno en Segunda B del siglo XXI es undécimo en la campaña 2001/02, décimo en la 2002/03 y decimosexto en la 2003/04. Este puesto le obliga a disputar una eliminatoria de permanencia con el Real Betis Balompié B, saliendo triunfador al vencer 1-2 en Sevilla y 2-0 en casa. En la temporada 2004/05 realiza un gran campeonato que le lleva al cuarto puesto y a disputar la Fase de Ascenso a Segunda División. En semifinales elimina a la SD Ponferradina, empate 1-1 en casa y victoria en Ponferrada por 0-1. En la gran Final es superado por el partido de ida un 18 de junio ante el Hércules C. F. en casa por 1-3, empatando en el partido de vuelta por 1-1 en Alicante y desvaneciéndose sus aspiraciones. La temporada 2005/06 es amarga por cuanto tras la marcha de algunas piezas clave supone la despedida de Segunda B al ser decimoséptimo con solo nueve victorias.
En 2005, D. Rodolfo Gómez fue nombrado Presidente de Honor del club, como reconocimiento a su labor al frente del equipo durante los años en que fue presidente de la entidad.
En la campaña 2006/07 es Campeón del Grupo VII de Tercera División consiguiendo entrar en la Fase de Ascenso. En semifinales elimina al Motril C. F., derrota por 1-0 en la ciudad granadina y victoria por 3-0 en El Val. En la Final es derrotado en ambos encuentros por el Girona F .C.; 2-1 en la capital catalana y 1-2 en casa, no consiguiendo ascender. En la edición 2007/08 lo intenta de nuevo tras ser tercero en Liga, eliminando a la AD Cerro de Reyes Badajoz Atlético; 1-0 en casa y 2-1 en la capital pacense y cayendo en la Final ante la U. D. Alzira; 0-0 en Alcalá de Henares y 1-0 en la ciudad valenciana.
El día 28 de marzo de 2008 en asamblea extraordinaria, se autoriza a la junta directiva para iniciar el proceso de conversión en Sociedad Anónima Deportiva de la entidad. A la asamblea acudieron 100 socios, 92 de ellos con derecho a voto. 87 fueron favorables, 4 en contra, por un voto en blanco. Lo acordado en la asamblea lo pospusieron para el año 2010. 
La temporada 2008/09 será más productiva por cuanto tras ser Campeón de Liga, en la Promoción después de no superar la Primera Ronda ante el Villajoyosa C. F.; 2-2 en casa y 1-1 en la ciudad alicantina, después supera a Real Ávila C. F.; 1-0 en la ciudad amurallada y 5-2 en casa y La Nucía C.F. en la Final; 0-0 en la localidad alicantina y 2-0 en casa.
El día 2 de febrero de 2010 el cual, el Consejo Superior de Deportes (CSD) aprobó el informe de Auditoría que presentó el club para convertirse en sociedad anónima deportiva (SAD). Solo falta que la Comisión Mixta fije el capital social y que el club convoque una Asamblea Extraordinaria para confeccionar el calendario de las ventas de acciones. la cual se acordó en la cantidad favorable del capital social propuesta por el club en 670.000€ que finalmente en noviembre del mismo año y después de 3 prórrogas, no se consiguió vender la mayoría de las acciones habiéndose subscrito tan solo el 23,2% del capital. En la campaña 10/11 terminó siendo octavo en Segunda B del grupo I.
Al comienzo de la temporada 2011/12 más concretamente el 1 de septiembre de 2011 se aprobó por medio del Consejo Superior de Deportes (CSD) el proceso para convertirse en sociedad anónima deportiva (SAD). Dicha fase dio comienzo el día 7 de septiembre de 2011 y finalizó el 7 de octubre de 2011. El capital social a suscribir asciendo a 225.000 €. En consecuencia se emitieron 4500 acciones de 50 € de valor nominal cada una numeradas correlativamente del número 1 al 4500, ambos inclusive, pertenecientes a una única serie. Cada socio tuvo derecho a suscribir 6 acciones como máximo en esta primera fase. El resultado de esa 1.ª fase fue la de la venta de 91 acciones repartidas entre 31 socios comprendidas en 4.550 € vendidos del total del capital. La 2.ª fase se inició el día 17 de octubre y concluyendo el día 17 de noviembre con un resultado de 10 acciones vendidas repartidas entre 3 socios comprendías estas en 500 €. El total del capital vendido hasta esta segunda fase es de 5.050 €, es decir, un 2,24% del total de capital hasta el momento. La tercera y última fase se inició el día 24 de noviembre y finalizó el día 28 de noviembre que fue el momento que se suscribió el total capital pendiente, distribuido en un 2,24% para los socios, un 5% para el ayuntamiento de Alcalá de Henares y el 92,76% para la empresa Dominio de Proyectos (empresa relacionada con Grupo Ñ). El día 14 de diciembre de 2012 se celebró la que fue la 1.º Junta de accionista del Club tras la finalización de la conversión del club en sociedad anónima deportiva (SAD). En ella se ha definido el Consejo de Administración, en el que Román Rodríguez -presidente del Grupo Ñ- se convierte en el accionista mayoritario, aún que cedió el cargo a la presidencia a Jorge H. Carretero. 
Durante la temporada 2011-12 en la parcela deportiva se sufre muchos problemas para mantenerse en la categoría y tiene que esforzarse más de la cuenta para lograr la permanencia. Al final es decimoquinto empatado a puntos con varios equipos y consigue además librarse por los pelos de disputar la Promoción de Permanencia.
Durante la temporada 2012-13 el equipo permanece en los puestos inferiores de la clasificación prácticamente toda la temporada llegando a la última jornada con posibilidades de mantener la categoría pero no logró el objetivo y acabó descendiendo concluyendo en la 18.ª posición.
El 4 de noviembre de 2014 se produce un relevo en la presidencia, el presidente Jorge H. Carretero junto al consejero de Administración Román Ignacio Rodríguez como testigo, dan el recibimiento al nuevo presidente D. Francisco Goya Gato.
Al término de la temporada 2020-21 se efectúa un cambio en la dirección administrativa y directiva, en el que Francisco Goya Gato junto parte de la directiva que conformaba hasta la fecha deja de ser presidente del club. Y entra un nuevo inversor que se hace con una parte importante del accionariado del club. El 7 de julio se presenta en sociedad la nueva junta directiva que la conforma con Javier Bravo  como actual presidente.
Al inicio de la temporada 2023-24 se celebró una reunión del Consejo de Administración el día 17 de julio de 2023 en el que fue confeccionada una nueva junta directiva del club tras la dimisión del hasta ese momento presidente Javier Bravo por "graves discrepancias con la propiedad" y deja su puesto por José Antonio Pareja-Esteban por todos en nuestra ciudad, es doctor y especialista en Cirugía Ortopédica y Traumatología en el Hospital Universitario Príncipe de Asturias como actual presidente.
En la temporada 2024-25, el Alcalá mejoró su resultado con respecto a la temporada pasada y finalizó la temporada regular en la primera posición del Grupo VII, tras un enfrentamiento con el Cala Pozuelo con un lleno en las gradas con más de 5 000 personas. El partido terminó con una victoria del Alcalá por 3 goles a 0. Con una ventaja de doce puntos sobre el filial rayista el 13 de abril de 2025 el Alcalá logró el ascenso a la Segunda Federación.

### Secciones deportivas
Actualmente solo posee una novedosa y arriesgada sección de eSports, pero durante los años 50 la Real Sociedad Deportiva Alcalá llegó a tener hasta 8 secciones deportivas, tales como un equipo de baloncesto que llegó a jugar en Primera División. También tuvo una sección de Ciclismo, en la que Antonio Suárez obtuvo buena parte de su formación. Otra sección destacable fue la de boxeo, celebrándose en su domicilio infinidad de veladas; por su cuadrilátero pasaron muchos campeones de los años 1953, 1954, 1955, etc. Presentó cuatro boxeadores en el Campeonato de Castilla de 1954, siendo uno de ellos Campeón del peso Superligero (Ortega). Este fue componente del equipo español que se enfrentó a los de Turquía y Alemania, venciendo a su contrario turco y haciendo combate nulo con el alemán. Tomó parte en los II Juegos Mediterráneos, celebrados en Barcelona. A este ejemplar deportista le fue concedida la medalla al Mérito Deportivo de la Federación de Boxeo y de la R.S.D. Alcalá.

### Personas importantes en el club
Muchas fueron las personas que hicieron que la RSD Alcalá alcanzara sus mejores momentos. Intentar recordar a todas sería un trabajo arduo y, seguramente, se olvidarían aun así nombres que pusieron en mayor o menor medida su granito de arena para que el club continuase su existencia. Sin embargo, debemos resaltar a Ángel Gómez Alcalá, Félix Huerta Álvarez de Lara y Pepe Calleja, que fueron miembros destacados del club.
En la formación de la RSD Alcalá intervino decisivamente Ángel Gómez Alcalá, que fundó la Deportiva Obrera Alcalaína, aprovechando parte del material de la RSD Alcalá y jugando en el campo de este hasta que se produjo la fusión de ambos, para formar la sociedad tal y como la conocemos hoy. Ángel defendió la portería del Alcalá durante varios años, y posteriormente fue directivo y el socio número 2 hasta su fallecimiento. Otra figura destacable fue Félix Huerta Álvarez de Lara, que comenzó siendo jugador hasta que una rotura del menisco, entonces inoperable, le obligó a retirarse. Posteriormente fue directivo delegado del equipo, presidente, y socio número 1 del club hasta su muerte.
Por aquellos años, Eduardo González como entrenador contó, quizás, con una de las mejores plantillas que ha tenido el Alcalá en su historia. Nombres como Olivares, Flores, Torres, Miguel Uceda, Escribano, Antonio Guzmán, Robles y sobre todo un jovencísimo Pepe Mel, que quedó con 33 goles como máximo goleador de todas las categorías antes de dar el salto al Osasuna, cedido por el Real Madrid. 
En ese tiempo, empezaba a despuntar un juvenil Gabriel Moya, que pronto se consagraría como uno de los mejores jugadores del fútbol nacional. Su potencia, técnica y habilidad le llevaron a la selección española, jugando en los equipos del Real Valladolid, Atlético de Madrid, Sevilla, Valencia y Mallorca, para luego volver a recalar en el Alcalá durante la temporada 2000-2001, participando en el ascenso a Segunda División B y, posteriormente, se retiró.
Alberto Bernardo fichó por la RSD Alcalá procedente del CD San Fernando, cedido por el Real Madrid CF, fue el autor del primer gol en 2.ª B y luego repescado por el Castilla CF para luego pasar al Real Madrid CF, Real Sporting de Gijón, At. Osasuna y Real Valladolid todos ellos equipos de primera división.
Anteriormente, Juan Carlos Pedraza, había puesto la primera "pica en Flandes", al fichar por el Atlético de Madrid y llegar a la selección española.
La gran cantera del Alcalá, hasta los primeros años 80, fue el ejército. Jóvenes futbolistas que aterrizaban en la ciudad para realizar sus deberes militares, eran observados por técnicos y directivos, entre los que casi siempre se encontraba algún militar, que como cualquier intermediario de nuestros días, aunque sin cobrar.
Uno de los últimos jugadores que militaron en el Alcalá durante su estancia castrense, fue Ramón María Calderé, jugador del F. C. Barcelona, e integrante de la selección española que jugó el mundial de México 86.
La presencia del ejército en Alcalá de Henares, como referencia al suministro de jugadores, fue disminuyendo paulatinamente, y eso llevó al club a potenciar la cantera. Como demostración, fueron muchos los jugadores que llegaron a militar en equipos de Primera División, como Calleja, Marcos, Jaime Sánchez, Manolo Alfaro y Antonio Acosta, entre otros.

### Trofeo Cervantes
La RSD Alcalá fue el primer club de Castilla que organizara un Trofeo de Verano, el cual se denominó Trofeo Cervantes, donado por José Calleja a iniciativa del señor José Antonio Naya, por entonces entrenador del club. En el primer año, el organizador se lo adjudicó, tras enfrentarse en la final al Deportivo de La Coruña. El resultado fue de 1-0, cuyo único gol fue marcado por Ramoní.
Sus vitrinas contienen varios trofeos, entre ellos uno donado por el alcalaíno Manuel Azaña, mientras era Presidente del Gobierno, una copa de Campeones de Castilla y Primera Regional, en diferentes temporadas. La Sociedad cuenta con un libro de oro donde figuran firmas de personas de gran relieve deportivo en los ámbitos nacionales e internacionales.
Junto al Real Madrid, Atlético de Madrid, R. Carabanchel y Rayo Vallecano, la RSD Alcalá es de los equipos más antiguos de la Comunidad de Madrid. Actualmente, además del primer equipo, mantiene un equipo filial y un juvenil.

## Símbolos

### Evolución del escudo
El primer escudo de 1924 ha evolucionado en diferentes versiones hasta el actual, vigente desde 2014. Posee una forma elíptica bajo la corona real española, y en el figura un escudo representa la defensa de la ciudad de Alcalá, por medio de su muralla, sobre el río Henares y en su parte inferior consta las tres iniciales de la entidad.
Así, las características principales son:
- La corona real. En 1925, el aficionado a este deporte y rey de España, Alfonso XIII de Borbón, le otorgó a la entidad el título de «Real», previa solicitud, al igual que numerosas sociedades del país. Como símbolo de distinción, y en representación de la realeza española, se añadió la corona al escudo, que quedó reflejada también en su denominación anteponiéndose al nombre del club. Todo ello fue posible por la petición del padre Eusebio y posteriormente en 1929 fue solicitado por Fernando Presas tras la fusión con la Deportiva Obrera.

- Evolución histórica. Desde las caligráficas iniciales de 1902 hasta la última versión de 2014 los cambios efectuados han sufrido leves alteraciones. El primer escudo con el nombre de Alcalá Foot-ball Club. La entidad alcalaína adopta como emblema el castillo que figura en el escudo civil de la ciudad, al que debe su nombre Alcalá. El castillo se mantendrá en todos los escudos posteriormente de la entidad complutense.

En 1925 con la concesión de S.M. Alfonso XIII del título de Real al Alcalá F. C. se produce una modificación sustancial el emblema de la entidad: aparecen las siglas A. F. C., se incorpora el río y se añade la corona.
En 1929 tras la fusión de la Real Alcalá F. C. y la Deportiva Obrera Alcalaína, aparecen en el escudo, junto al castillo, el río y la corona, las siglas R. S. D. A. entre dos franjas rojas.
En el año 1931 con la entrada de la Segunda República, el Alcalá pierde su título de Real lo que se refleja en su escudo que se queda sin la corona y sin la "R" en sus siglas.
Antes del comienzo de la guerra civil española se modifica la forma del escudo y se incorpora la corona mural.
En 1940-41 se recupera la corona real. El cuerpo principal del emblema aparece dividido transversalmente figurado en la pare superior el castillo y el río representativos de la ciudad y en la parte inferior en el círculo sobre fondo rojo las siglas S. D. A.
A finales de la década de los 60 se mantiene la base del escudo de 1941 con una serie de cambios estéticos. Se hace más grande el círculo de la parte inferior con las siglas doradas S.D.A. y se modifica la forma de la corona, el castillo y el río.
En 2014 con motivo del 85.º aniversario de la fusión con la Deportiva Obrera Alcalaína en 1929, el escudo sufre una variación en la corona, siendo esta la corona real actual.
|                       |
| Primer escudo (1924). |

|                                                                                               |
| Se incluye las siglas RSDA y el río, tras la fusión con la Deportiva Obrera Alcalaína (1929). |

|                              |
| Se Prohíbe la corona (1931). |

|                                                                      |
| Se modifica la forma del escudo y se incluye la corona mural (1936). |

| |
| Recupera la corona real y aparece divido trasversalmente en la parte superior el castillo con el río y en su parte inferior el circulo con las siglas sobre fondo rojo (1941). |

|                                                                    |
| Se hacen toques estéticos y el círculo se hace mas grande (≃1968). |

### Himno
El himno de la Real Sociedad Deportiva Alcalá está escrito por Joaquín Olmeda, "Quino", ex-gerente del club y la música por Nicolás de la Fuente. Está cantado por Antonio Cerezo. Se compuso en 1989 y para grabarlo colaboró la banda de la BRIPAC y se hizo en un hangar de la base Primo de Rivera y la grabó Ramón del Olmo. Luego llevaron la maqueta a un estudio de grabación y allí hicieron 3 versiones: una en pasodoble, otra en tango y otra coral.
| Letra |
| El equipo de Alcalá, Es de todos, el mejor tiene empuje y gallardía, rojo y blanco es su color. Lo mismo que nuestro hidalgo, lleva siempre por doquier, La gloria de su abolengo, su ilusión y su honradez. Vuestra entrega y el afan de la victoria, hacía el triunfo con honor os llevarán, y los socios y la afición que os admiran, siempre el aplauso os darán. A la virgen del Val pedimos os proteja y guíe, para que, en la lid, dejéis muy alto, la bandera y el blasón de nuestro equipo, y el pendón de esta noble ciudad. El equipo de Alcalá, Es de todos, el mejor tiene empuje y gallardía, rojo y blanco es su color. Lo mismo que nuestro hidalgo, lleva siempre por doquier, La gloria de su abolengo, su ilusión y su honradez. ¡Por la Real Sociedad Deportiva Alcalá! Ra, Ra, Ra. Letra: Joaquín Olmeda |

- Himno/Canción del Centenario: titulado "Llévanos mucho mas alto" y fue presentado a sociedad el día 25 de febrero de 2024 por el cantante alcalaíno Rubén XXX con motivo de la celebración de los 100 años por encargo de la entidad, que tuvo lugar en 2024.

## Indumentaria
La Real Sociedad Deportiva Alcalá ha vestido siempre con camiseta roja, pantalón blanco y medias rojas con la excepción de algún complemento del uniforme durante breves años.
- Uniforme local: Camiseta roja, pantalón blanco y medias rojas.
- Uniforme visitante: Camiseta negra, pantalón negro y medias negras.
- Sponsor técnico: Hummel

El origen del uniforme.
| Primero | (Ver evolución) | Actual |

## Infraestructura

### Estadio

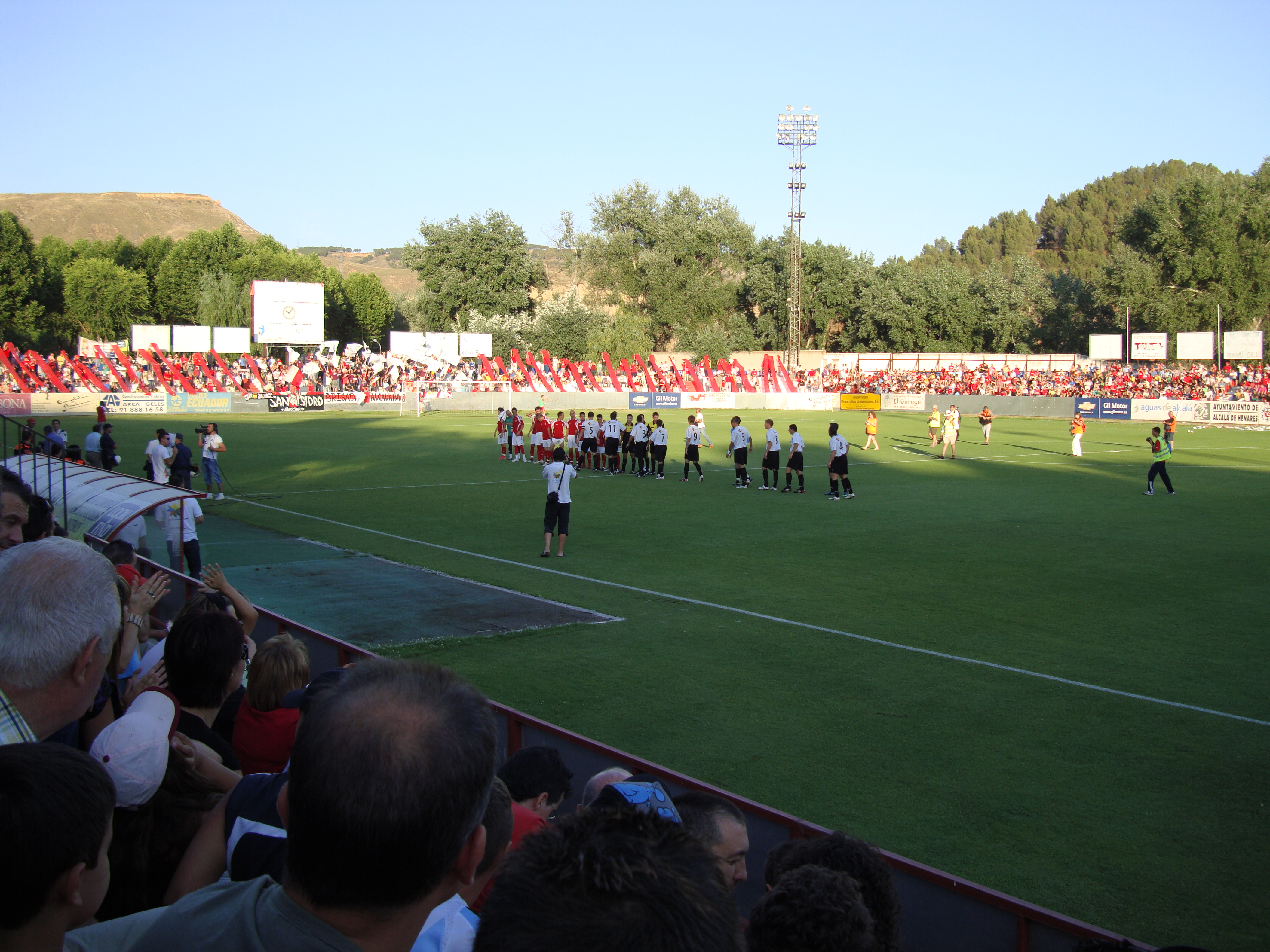
Día de partido contra La Nucia en el Municipal del Val.

El Estadio Municipal del Val o simplemente El Val es el estadio de fútbol donde juega sus partidos la Real Sociedad Deportiva Alcalá. Está ubicado en el barrio del Val de Alcalá de Henares junto a la ciudad deportiva del Val y la margen derecha del río Henares.
Fue inaugurado el 14 de agosto de 1973 en el Trofeo Cervantes entre la RSD Alcalá y la UD Salamanca. Tiene capacidad para unos 7500 espectadores y las dimensiones del terreno de juego son de 108 x 70 m., convirtiéndolo en el campo de fútbol más grande de España según el anuario de la Real Federación Española de Fútbol. La grada general es de cemento, mientras que las plazas de tribuna son asientos de color blanco y rojo en honor a los colores del club y posee terreno de hierba natural.
Desde el año 1929 hasta el año 1973, el Alcalá jugaba sus partidos en el Campo El Humilladero, que fue cedido por el padre Eusebio e inaugurado en 1929 y estaba situado en la calle Paseo del Val, actual centro comercial Boisan a unos pocos metros del actual estadio.
El terreno era propiedad de la R.S.D. Alcalá, la cual se lo cedió al Ayuntamiento, al no tener fondos suficientes para finalizar su obra, dotándole este de instalaciones y alumbrado para la celebración de partidos nocturnos en el año 2002.

### Instalaciones deportivas
Desde 1972, el club adquiere los terrenos de la actual Ciudad Deportiva del Val tras la venta de los antiguos terrenos. En el se construye un velódromo junto al estadio y paralelamente unas pistas de Atletismo todo ello con la ayuda económica del Ayuntamiento.
Desde 2018 se inaugura el Centro Deportivo de Alcalá de Henares, la junta de gobierno de Alcalá de Henares aprueba ceder al Atlético de Madrid los terrenos en el Barrio de Espartales para la realización de la ciudad deportiva que fue sufragada por el Club Atlético de Madrid, como el pago de un canon anual de 128 026 euros al ayuntamiento. Este recinto dispone de campos de hierba natural para entrenamientos, así como un gimnasio, salas médicas y aparcamiento. El terreno principal cuenta con una grada de 2 700 localidades y gracias al convenio que se firmó, la RSD Alcalá se beneficiaria del uso de las instalaciones para entrenamientos y sus categorías inferiores.

## Datos del club

### Denominaciones
Durante su historia, la entidad ha visto cómo su denominación variaba por diversas circunstancias hasta la actual de Real Sociedad Deportiva Alcalá, vigente desde 1929. El club se fundó con el nombre de Alcalá Foot-ball Club, y fue oficializado formalmente en 1924.
A continuación se listan las distintas denominaciones de las que ha dispuesto el club durante su historia:
- (Sociedad) Alcalá Foot-ball Club: (1924-25) Regularización del club.
- Real Alcalá Foot-ball Club: (1925-29) Se le añade el título de «Real» otorgado por el monarca Alfonso XIII de España.
- Real Sociedad Deportiva Alcalá: (1929-31) Fusión con la Deportiva Obrera.
- Sociedad Deportiva Alcalá: (1931-40) Se proclama la Segunda República Española por lo que todo símbolo o alusión monárquica es eliminada.
- Real Sociedad Deportiva Alcalá: (1941-2011) Tras la instauración del Estado Español son restauradas las alusiones monárquicas.
- Real Sociedad Deportiva Alcalá, S.A.D.: (2012-Act.) Se convirtió en Sociedad anónima deportiva.

### Historial
- Temporadas en 1ª: 0
- Temporadas en 2ª: 0
- Temporadas en 2ª B: 20
  - Temporadas consecutivas: 6
  - Año del debut: 1980
  - Año de la última participación: 2013.
  - Clasificación histórica: 58.º
  - Mejor puesto: 4.º (1 vez): 2004/05.
  - Peor puesto: 20.º (2 veces): 1990/91 y 1992/93.
  - Puesto más repetido: 16.º (3 veces)
  - Partidos puntos: 800
  - Partidos jugados: 760
  - Partidos ganados: 227 (95)
  - Partidos empatados: 242
  - Partidos perdidos: 291
  - Goles a favor: 756
  - Goles en contra: 890
  - 1º Gol en 2ªB: Alberto Bernardo (Jor. 1 vs. A. D. Torrejón - 1980/81)
  - Gol 100 en 2ªB: Mariano Azcona Murugarren (Jor. 5 vs. A. D. Ceuta - 1982/83)
  - Gol 200 en 2ªB: Francisco Portillo Sánchez, Paco (Jor. 20 vs. C. D. Manacor - 1984/85)
  - Gol 300 en 2ªB: Daniel Javier Pena Rodríguez (Jor. 8 vs. C. D. Leganés - 1988/89)
  - Gol 400 en 2ªB: Julián Montero Generoso (Jor. 18 vs. At. Madrid B - 1992/93)
  - Gol 500 en 2ªB: Julián Montero Generoso (Jor. 29 vs. C. D. Corralejo - 2002/03)
  - Gol 600 en 2ªB: Juan Espinosa (Jor. 27 vs. U. D. Melilla - 2005/06)
  - Gol 700 en 2ªB: Miguel A. Ramos García (Jor. 9 vs. Marino de Luanco - 2011/12)
  - Mayor racha de partidos sin perder: 12 (Jornada 32.ª 2004/05 a 5.ª 2005/06)
  - Máximo de partidos ganados en 1 temporada: 18 (1983/84)
  - Máximo de partidos ganados consecutivamente en 1 temporada: 4 (1983/84)
  - Resultado más repetido: 0-0 (110 veces)
  - Mayor goleada como local: RSD Alcalá - C. D. Endesa As Pontes (6-0) 1989/90.
  - Mayor goleada como visitante: Valdepeñas C. F. - RSD Alcalá (0-4) 1992/93.
  - Mayor goleada recibida como local: RSD Alcalá - C. D. Tenerife (0-4) 2011/12.
  - Mayor goleada recibida como visitante: C. D. Leganés - RSD Alcalá (6-0) 1987/88.
  - Partido con más goles como local: RSD Alcalá - Las Palmas At. (4-5) 1980/81.
  - Partido con más goles como visitante: R. C. Deportivo "B" - RSD Alcalá (4-4) 2010/11.
- Temporadas en 3ª: 37 (3 veces campeón de 3.ª división)
  - Temporadas consecutivas: 10
  - Año del debut: 1940
  - Año de la última participación: 2021.
  - Clasificación histórica: 86.º
  - Mejor puesto: 1.º en las (Temp. 1979/80, 2006/07 y 2008/09)
  - Peor puesto: 20.º en la (Temp. 1993/94)
  - Puesto más repetido: 4.º (6 veces)
  - Partidos puntos: 1712
  - Partidos jugados: 1286
  - Partidos ganados: 555
  - Partidos empatados: 308
  - Partidos perdidos: 423
  - Goles a favor: 1917
  - Goles en contra: 1638
- Participaciones en Copa del Rey: 15 temporadas
  - Debut en Copa: 1969.
  - Primer partido en Copa: Alcoyano 2-0 R. S. D. Alcalá
  - Partidos jugados: 45
  - Partidos ganados: 15
  - Partidos empatados: 7
  - Partidos perdidos: 23
  - Goles a favor: 46
  - Goles en contra: 69

## Palmarés
Nota: en negrita competiciones vigentes en la actualidad. Indicado el récord del torneo 
Campeonatos Nacionales (4)
| Competición nacional               | Competición nacional | Títulos                     | Subcampeonatos     |
| ---------------------------------- | -------------------- | --------------------------- | ------------------ |
| Tercera Federación                 | 1                    | 2024-25.                    | –                  |
| Tercera División de España         | 3                    | 1979-80, 2006-07 y 2008-09. | –                  |
| Copa Federación                    | –                    | –                           | 1997-98.           |
| Copa de Liga de Segunda División B | –                    | –                           | 1982-83 y 1983-84. |

- Copa del Presidente de la República D. Manuel Azaña. (Donado por D. Manuel Azaña).

Campeonatos Regionales (10)
| / Competición regional                | / Competición regional | Títulos                                       | Subcampeonatos              |
| ------------------------------------- | ---------------------- | --------------------------------------------- | --------------------------- |
| 1.ª Regional Preferente (Castellana)  | –                      | –                                             | 1976-77.                    |
| 1.ª Regional Ordinaria Castellana     | 5                      | 1942-43, 1944-45, 1948-49, 1955-56 y 1959-60. | 1940-41, 1941-42 y 1953-54. |
| 1.ª Regional Preferente (F. Madrid)   | 1                      | 1994-95.                                      | –                           |
| 1.ª Regional B (Castellana)           | –                      | –                                             | 1939-40.                    |
| 3.ª Regional (Madrid)                 | 1                      | 1935-36.                                      | –                           |
| Copa RFEF fase autonómica de Madrid   | 2                      | 1997-98 y 2022-23.                            | –                           |
| Campeonato de Castilla de Aficionados | 1                      | 1940-41.                                      | 1973-74.                    |
| Copa Ramón Triana                     | –                      | –                                             | 1974-75.                    |
| Copa Castilla                         | –                      | –                                             | 1949-50.                    |

Torneos amistosos (21)
| Competición                   | Competición | Títulos                                                                                                | Subcampeonatos |
| ----------------------------- | ----------- | --- | --- |
| Trofeo Cervantes              | 17          | 1967, 1979, 1986, 1992, 1995, 1996, 2001, 2003, 2005, 2007, 2009, 2010, 2011, 2013, 2014, 2022 y 2023. | 1968, 1970, 1971, 1976, 1980, 1981, 1984, 1985, 1988, 1990, 1993, 1994, 1999, 2000, 2002, 2004, 2006, 2008, 2012, 2015, 2016, 2017, 2018, 2019, 2021 y 2024. |
| Trofeo Alcarria               | 3           | 1983, 1989 y 1996.                                                                                     | 1981, 1982 y 2013. |
| Trofeo Ciudad de Almendralejo | 1           | 1988.                                                                                                  | – |

## Trayectoria histórica
Hasta el año 2021 el club militó en 20 ocasiones en Segunda División B y 37 en Tercera División.
Se encuentra en la posición N.º 58 de la clasificación histórica de la Segunda División B y ha disputado 20 temporadas, registrando en su haber 760 partidos, consiguiendo 800 puntos, ganando 227 partidos, empatando 242 partidos, perdiendo 291 partidos, consiguiendo un total de 756 goles a favor y 890 goles en contra.
Está en la posición N.º 86 de la clasificación histórica de la Tercera División y ha disputado 37 temporadas, teniendo en su haber 1286 partidos consiguiendo 1712 puntos, ganando 555 partidos, empatando 308 partidos, perdiendo 423 partidos y consiguiendo un total de 1917 goles a favor y 1638 goles en contra.
Desde la fundación del club hasta la actualidad (1936/39, interrupción a causa de la Guerra civil española):
| Temporada         | División                                  | Posición                                  | Copa del Rey                                                        |
| ----------------- | ----------------------------------------- | ----------------------------------------- | ------------------------------------------------------------------- |
| 1935/36           | 3.º Regional                              | — 1.º                                     | [ 10 ]                                                              |
| 1936 a 1939       | no disputado por la Guerra Civil española | no disputado por la Guerra Civil española | no disputado por la Guerra Civil española                           |
| 1939/40           | Primera Regional B                        | 2.º                                       |                                                                     |
| 1940/41           | 3.ª                                       | 2.º                                       |                                                                     |
| 1941/42           | Regional Ordinaria                        | 1.º                                       |                                                                     |
| 1942/43           | Regional Ordinaria                        | 2.º                                       |                                                                     |
| 1943/44           | 3.ª                                       | 6.º                                       | 3.º Eliminatoria (Exento, (4-0) Ferroviaria e (1-2) Imperio Madrid) |
| 1944/45 a 1947/48 | Regional Ordinaria                        | 1.º, 6.º, 11.º y 16.º                     |                                                                     |
| 1948/49           | Primera Regional Ordinaria                | 1.º                                       |                                                                     |
| 1949/50           | 3.ª                                       | 13.º                                      |                                                                     |
| 1950/51           | 3.ª                                       | 15.º                                      |                                                                     |
| 1951/52 a 1958/59 | Regional Ordinaria                        | 1.º,2.º,2.º,3.º, 2.º,5.º,4.ºy4.º          |                                                                     |
| 1959/60           | Primera Regional Ordinaria                | 1.º                                       |                                                                     |
| 1960/61           | 3.ª                                       | 10.º                                      |                                                                     |
| 1961/62           | 3.ª                                       | 10.º                                      |                                                                     |
| 1962/63           | 3.ª                                       | 8.º                                       |                                                                     |
| 1963/64           | 3.ª                                       | 12.º                                      |                                                                     |
| 1964/65           | 3.ª                                       | 14.º                                      |                                                                     |
| 1965/66           | 3.ª                                       | 7.º                                       |                                                                     |
| 1966/67           | 3.ª                                       | 3.º                                       |                                                                     |
| 1967/68           | 3.ª                                       | 5.º                                       |                                                                     |
| 1968/69           | 3.ª                                       | 10.º                                      |                                                                     |
| 1969/70           | 3.ª                                       | 11.º                                      | 1.º Elim. Ida(2-0) Vta.(0-2) (Alcoyano)                             |
| 1970/71 a 1972/73 | Regional Ordinaria                        | 10.º, 3.º, 5.º                            |                                                                     |
| 1973/74 a 1976/77 | Regional Preferente                       | 3.º, 10.º, 9.º y 2.º                      | [ 12 ]                                                              |

| Temporada | División            | Puesto | Copa del Rey |
| --------- | ------------------- | ------ | --- |
| 1977/78   | 3.ª                 | 4.º    | 2.º Elim. Ida(2-0) Vta.(0-0) Barakaldo y Valencia                                                                     |
| 1978/79   | 3.ª                 | 6.º    | |
| 1979/80   | 3.ª                 | 1.º    | 1.º Elim. Ida(2-2) Vta.(3-1) (Torrejón)                                                                               |
| 1980/81   | 2.ªB                | 14.º   | 1.º Elim. Ida(1-0)Vta.(3-1) (Getafe)                                                                                  |
| 1981/82   | 2.ªB                | 8.º    | |
| 1982/83   | 2.ªB                | 16.º   | 3.º Elim. Ida(4-1) Vta.(1-1) (Talavera), Ida(3-1) Vta.(1-0) (At. Madrileño) y Ida(1-0) Vta.(4-2) (R. Betis)           |
| 1983/84   | 2.ªB                | 7.º    | |
| 1984/85   | 2.ªB                | 16.º   | 1.º Elim. Ida(1-2) Vta.(2-0) (Rayo Vallecano)                                                                         |
| 1985/86   | 2.ªB                | 17.º   | |
| 1986/87   | 3.ª                 | 4.º    | |
| 1987/88   | 2.ªB                | 9.º    | 1.º Elim. Ida(0-1) Vta.(3-2) (Leganés)                                                                                |
| 1988/89   | 2.ªB                | 7.º    | 3.º Elim. Ida(1-1) Vta.(4-0) (S.S. de los Reyes); Ida(1-0) Vta.(2-3) (At. Madrileño) y Ida(1-0) Vta.(2-0) (Cartagena) |
| 1989/90   | 2.ªB                | 15.º   | |
| 1990/91   | 2.ªB                | 20.º   | 4.º Elim. (Exento); Ida(2-0) Vta.(3-0) (Fuenlabrada); Ida(0-0) Vta.(0-1) (Sestao) y Ida(2-0) Vta.(3-0) (Palamós)      |
| 1991/92   | 3.ª                 | 4.º    | 1.ª Elim. (Getafe) |
| 1992/93   | 2.ªB                | 20.º   | 2.ª Elim. (Villaverde-Boetticher y Aranjuez)                                                                          |
| 1993/94   | 3.ª                 | 20.º   | |
| 1994/95   | Regional Preferente | 1.º    | |
| 1995/96   | 3.ª                 | 10.º   | |
| 1996/97   | 3.ª                 | 3.º    | |
| 1997/98   | 3.ª                 | 5.º    | Subcampeón C. RFEF |

| Temporada | División       | Puesto | Copa del Rey                          |
| --------- | -------------- | ------ | ------------------------------------- |
| 1998/99   | 3.ª            | 10.º   |                                       |
| 1999/00   | 3.ª            | 4.º    |                                       |
| 2000/01   | 3.ª            | 5.º    |                                       |
| 2001/02   | 2.ªB           | 11.º   |                                       |
| 2002/03   | 2.ªB           | 10.º   |                                       |
| 2003/04   | 2.ªB           | 16.º   |                                       |
| 2004/05   | 2.ªB           | 4.º    |                                       |
| 2005/06   | 2.ªB           | 17.º   | 3.ª Elim. (Las Rozas, Exento y Xerez) |
| 2006/07   | 3.ª            | 1.º    |                                       |
| 2007/08   | 3.ª            | 3.º    | 1.ª Elim. (Pontevedra)                |
| 2008/09   | 3.ª            | 1.º    |                                       |
| 2009/10   | 2.ªB           | 14.º   | 1.ª Elim. (R. Oviedo)                 |
| 2010/11   | 2.ªB           | 8.º    |                                       |
| 2011/12   | 2.ªB           | 15.º   | 2.ª Elim. (Exento, Cádiz)             |
| 2012/13   | 2.ªB           | 18.º   |                                       |
| 2013/14   | 3.ª            | 9.º    |                                       |
| 2014/15   | 3.ª            | 8.º    |                                       |
| 2015/16   | 3.ª            | 8.º    |                                       |
| 2016/17   | 3.ª            | 8.º    |                                       |
| 2017/18   | 3.ª            | 4.º    |                                       |
| 2018/19   | 3.ª            | 13.º   |                                       |
| 2019/20   | 3.ª            | 4.º    |                                       |
| 2020/21   | 3.ª            | 11.º   |                                       |
| 2021/22   | 3.ª RFEF       | 7.º    |                                       |
| 2022/23   | 3.ª Federación | 6.º    |                                       |
| 2023/24   | 3.ª Federación | 6.º    |                                       |
| 2024/25   | 3.ª Federación | 1.º    |                                       |
| 2025/26   | 2.ª Federación |        |                                       |

### Promoción de ascensos a 2.ª
Temporada 2004-05
| Primera Eliminatoria | Primera Eliminatoria | Primera Eliminatoria | Primera Eliminatoria | Primera Eliminatoria |
| Local ida            | Resultado global     | Local vuelta         | Ida                  | Vuelta               |
| -------------------- | -------------------- | -------------------- | -------------------- | -------------------- |
| RSD Alcalá           | 2–1                  | SD Ponferradina      | 1–1                  | 0–1                  |

| 5 de junio de 2005, 18:00 (CET) | RSD Alcalá      | 1:1 (0:1) | SD Ponferradina | Estadio Municipal El Val, Alcalá de Henares                                  |                                                                              |
|                                 | Uriz (p.p.) 80' |           | Gorka Soria 11' | Asistencia: 7.000 espectadores Árbitro(s): Antonio Pérez Riverol (Tinerfeño) | Asistencia: 7.000 espectadores Árbitro(s): Antonio Pérez Riverol (Tinerfeño) |

| 12 de junio de 2005, 20:00 (CET) | SD Ponferradina | 0:1 (0:0) | RSD Alcalá | Estadio El Toralín, Ponferrada                               |                                                              |
|                                  |                 |           | Esaú 91'   | Asistencia: 7.500 espectadores Árbitro(s): Teixeira Vitienes | Asistencia: 7.500 espectadores Árbitro(s): Teixeira Vitienes |

| 5 de junio de 2005, 20:00 (CET) | AD Ceuta | 0:1 | Hércules CF | Estadio Municipal Alfonso Murube, Ceuta                 |                                                         |
|                                 |          |     | Cámara 49'  | Árbitro(s): Pedro Zamora Romero de Castellón (Murciano) | Árbitro(s): Pedro Zamora Romero de Castellón (Murciano) |

| 12 de junio de 2005, 19:00 (CET) | Hércules CF         | 2:0 | AD Ceuta | Estadio José Rico Pérez, Alicante                                             |                                                                               |
|                                  | Sisi 27' Cámara 61' |     |          | Asistencia: 18.000 espectadores Árbitro(s): José Luis Lesma López (Madrileño) | Asistencia: 18.000 espectadores Árbitro(s): José Luis Lesma López (Madrileño) |

| Segunda Eliminatoria | Segunda Eliminatoria | Segunda Eliminatoria | Segunda Eliminatoria | Segunda Eliminatoria |
| Local ida            | Resultado global     | Local vuelta         | Ida                  | Vuelta               |
| -------------------- | -------------------- | -------------------- | -------------------- | -------------------- |
| RSD Alcalá           | 2–4                  | Hércules CF          | 1–3                  | 1–1                  |

| 18 de junio de 2005, 20:30 (CET) | RSD Alcalá    | 1:3 (0:1) | Hércules CF                             | Estadio Municipal El Val, Alcalá de Henares                                |                                                                            |
|                                  | Del Moral 71' |           | Kiko Ratón 26' Cámara 52' Nano (p.) 81' | Asistencia: 7.500 espectadores Árbitro(s): Gorka Gardeazábal Gómez (Vasco) | Asistencia: 7.500 espectadores Árbitro(s): Gorka Gardeazábal Gómez (Vasco) |

| 25 de junio de 2005, 21:00 (CET) | Hércules CF | 1:1 (0:0) | RSD Alcalá            | Estadio José Rico Pérez, Alicante                                                    |                                                                                      |
|                                  | Nano 54'    |           | Roberto Izquierdo 75' | Asistencia: 28.000 espectadores Árbitro(s): Alfredo Manuel Sánchez Ramos (Tinerfeño) | Asistencia: 28.000 espectadores Árbitro(s): Alfredo Manuel Sánchez Ramos (Tinerfeño) |

### Promoción de ascensos a 2.ª B
Temporada 1991-92
| Jornada | Partido           | Partido | Partido           |
| ------- | ----------------- | ------- | ----------------- |
| 1.ª     | RSD Alcalá        | 3–2     | Carballiño        |
| 1.ª     | C. D. Lealtad     | 2–0     | At. Astorga F. C. |
| 2.ª     | Carballiño        | 2–0     | C. D. Lealtad     |
| 2.ª     | At. Astorga F. C. | 1–2     | RSD Alcalá        |
| 3.ª     | C. D. Lealtad     | 4–0     | Carballiño        |
| 3.ª     | RSD Alcalá        | 3–2     | At. Astorga F. C. |
| 4.ª     | Carballiño        | 2–1     | RSD Alcalá        |
| 4.ª     | At. Astorga F. C. | 1–2     | C. D. Lealtad     |
| 5.ª     | RSD Alcalá        | 2–0     | C. D. Lealtad     |
| 5.ª     | Carballiño        | 1–0     | At. Astorga F. C. |
| 6.ª     | C. D. Lealtad     | 0–1     | RSD Alcalá        |
| 6.ª     | At. Astorga F. C. | 2–1     | Carballiño        |

| Clasificación GRUPO A4 | Clasificación GRUPO A4 | J | Ptos. | G | E | P | GF | GC |
| ---------------------- | ---------------------- | - | ----- | - | - | - | -- | -- |
| 1.º                    | RSD Alcalá             | 6 | 10    | 5 | 0 | 1 | 12 | 7  |
| 2.º                    | C. D. Lealtad          | 6 | 6     | 3 | 0 | 3 | 8  | 6  |
| 3.º                    | Carballiño             | 6 | 6     | 3 | 0 | 3 | 8  | 10 |
| 4.º                    | At. Astorga F. C.      | 6 | 2     | 1 | 0 | 5 | 6  | 11 |

| Asciende a Segunda División B RSD Alcalá |

Temporada 1996-97
| Jornada | Partido             | Partido | Partido             |
| ------- | ------------------- | ------- | ------------------- |
| 1.ª     | Ponte Ourense C. F. | 1–0     | C. D. Lealtad       |
| 1.ª     | RSD Alcalá          | 0–0     | Burgos C. F.        |
| 2.ª     | C. D. Lealtad       | 2–1     | RSD Alcalá          |
| 2.ª     | Burgos C. F.        | 2–1     | Ponte Ourense C. F. |
| 3.ª     | RSD Alcalá          | 1–0     | C. D. Lealtad       |
| 3.ª     | Ponte Ourense C. F. | 0–0     | Burgos C. F.        |
| 4.ª     | C. D. Lealtad       | 1–1     | Ponte Ourense C. F. |
| 4.ª     | Burgos C. F.        | 2–1     | RSD Alcalá          |
| 5.ª     | Ponte Ourense C. F. | 1–0     | RSD Alcalá          |
| 5.ª     | C. D. Lealtad       | 0–1     | Burgos C. F.        |
| 6.ª     | RSD Alcalá          | 2–0     | Ponte Ourense C. F. |
| 6.ª     | Burgos C. F.        | 5–0     | C. D. Lealtad       |

| Clasificación GRUPO A1 | Clasificación GRUPO A1 | J | Ptos. | G | E | P | GF | GC |
| ---------------------- | ---------------------- | - | ----- | - | - | - | -- | -- |
| 1.º                    | Burgos C. F.           | 6 | 14    | 4 | 2 | 0 | 10 | 2  |
| 2.º                    | Ponte Ourense C. F.    | 6 | 8     | 2 | 2 | 2 | 4  | 5  |
| 3.º                    | RSD Alcalá             | 6 | 7     | 2 | 1 | 3 | 5  | 5  |
| 4.º                    | C. D. Lealtad          | 6 | 4     | 1 | 1 | 4 | 3  | 11 |

Temporada 1999-00
| Jornada | Partido             | Partido | Partido             |
| ------- | ------------------- | ------- | ------------------- |
| 1.ª     | Club Siero          | 3–2     | C. D. Lalín         |
| 1.ª     | RSD Alcalá          | 1–0     | U. D. Salamanca "B" |
| 2.ª     | C. D. Lalín         | 1–2     | RSD Alcalá          |
| 2.ª     | U. D. Salamanca "B" | 2–1     | Club Siero          |
| 3.ª     | Club Siero          | 2–1     | U. D. Salamanca "B" |
| 3.ª     | RSD Alcalá          | 1–0     | C. D. Lalín         |
| 4.ª     | C. D. Lalín         | 1–3     | Club Siero          |
| 4.ª     | U. D. Salamanca "B" | 2–1     | RSD Alcalá          |
| 5.ª     | Club Siero          | 0–0     | RSD Alcalá          |
| 5.ª     | C. D. Lalín         | 0–1     | U. D. Salamanca "B" |
| 6.ª     | RSD Alcalá          | 0–1     | Club Siero          |
| 6.ª     | U. D. Salamanca "B" | 1–0     | C. D. Lalín         |

| Clasificación GRUPO A4 | Clasificación GRUPO A4 | J | Ptos. | G | E | P | GF | GC |
| ---------------------- | ---------------------- | - | ----- | - | - | - | -- | -- |
| 1.º                    | Club Siero             | 6 | 13    | 4 | 1 | 1 | 10 | 6  |
| 2.º                    | U. D. Salamanca "B"    | 6 | 12    | 4 | 0 | 2 | 7  | 5  |
| 3.º                    | RSD Alcalá             | 6 | 10    | 3 | 1 | 2 | 5  | 4  |
| 4.º                    | C. D. Lalín            | 6 | 0     | 0 | 0 | 6 | 4  | 11 |

Temporada 2000-01
| Jornada | Partido                | Partido | Partido                |
| ------- | ---------------------- | ------- | ---------------------- |
| 1.ª     | C. F. Palencia         | 2–0     | C. D. Endesa As Pontes |
| 1.ª     | RSD Alcalá             | 3–0     | U. P. Langreo          |
| 2.ª     | C. D. Endesa As Pontes | 1–0     | RSD Alcalá             |
| 2.ª     | U. P. Langreo          | 1–0     | C. F. Palencia         |
| 3.ª     | C. F. Palencia         | 0–0     | U. P. Langreo          |
| 3.ª     | RSD Alcalá             | 2–0     | C. D. Endesa As Pontes |
| 4.ª     | C. D. Endesa As Pontes | 0–0     | C. F. Palencia         |
| 4.ª     | U. P. Langreo          | 1–1     | RSD Alcalá             |
| 5.ª     | C. F. Palencia         | 1–2     | RSD Alcalá             |
| 5.ª     | C. D. Endesa As Pontes | 2–0     | U. P. Langreo          |
| 6.ª     | RSD Alcalá             | 2–1     | C. F. Palencia         |
| 6.ª     | U. P. Langreo          | 3–0     | C. D. Endesa As Pontes |

| Clasificación GRUPO A3 | Clasificación GRUPO A3 | J | Ptos. | G | E | P | GF | GC |
| ---------------------- | ---------------------- | - | ----- | - | - | - | -- | -- |
| 1.º                    | RSD Alcalá             | 6 | 13    | 4 | 1 | 1 | 10 | 4  |
| 2.º                    | U. P. Langreo          | 6 | 8     | 2 | 2 | 2 | 5  | 6  |
| 3.º                    | C. D. Endesa As Pontes | 6 | 7     | 2 | 1 | 3 | 3  | 7  |
| 4.º                    | C. F. Palencia         | 6 | 5     | 1 | 2 | 3 | 4  | 5  |

| Asciende a Segunda División B RSD Alcalá |

Temporada 2006-07
| Primera eliminatoria | Primera eliminatoria | Primera eliminatoria | Primera eliminatoria | Primera eliminatoria |
| Local ida            | Resultado global     | Local vuelta         | Ida                  | Vuelta               |
| -------------------- | -------------------- | -------------------- | -------------------- | -------------------- |
| Motril CF            | 1–3                  | RSD Alcalá           | 1–0                  | 3–0                  |

|  | UD Mutilvera | 1:0 | Girona FC |                                           |  |
|  |              |     |           | Árbitro(s): Jon Egilegor Iragorri (Vasco) |  |

|  | Girona FC | 4:0 | UD Mutilvera |                                           |  |
|  |           |     |              | Árbitro(s): Tomás Martín Pérez (Aragonés) |  |

| 3 de junio de 2007, 19:00 (CET) | Motril CF | 1:0 (1:0) | RSD Alcalá | Escribano Castilla, Motril                      |                                                 |
|                                 | Muñoz 15' | Reporte   |            | Árbitro(s): Alberto Hernández Ferrer (Murciano) | Árbitro(s): Alberto Hernández Ferrer (Murciano) |

| 10 de junio de 2007, 12:00 (CET) | RSD Alcalá                                          | 3:0 (2:0) | Motril CF | Estadio Municipal El Val, Alcalá de Henares          |                                                      |
|                                  | Gonzalo 10' Roberto Izquierdo 14' Óscar Quesada 85' | Reporte   |           | Árbitro(s): Javier Gómez Gómez (Castellano-Manchego) | Árbitro(s): Javier Gómez Gómez (Castellano-Manchego) |

| Segunda eliminatoria | Segunda eliminatoria | Segunda eliminatoria | Segunda eliminatoria | Segunda eliminatoria |
| Local ida            | Resultado global     | Local vuelta         | Ida                  | Vuelta               |
| -------------------- | -------------------- | -------------------- | -------------------- | -------------------- |
| Girona FC            | 4–2                  | RSD Alcalá           | 2–1                  | 1–2                  |

| 17 de junio de 2007, 18:30 (CET) | Girona FC            | 2:1 (1:0) | RSD Alcalá           | Montilivi, Gerona                                                         |                                                                           |
|                                  | Miki Albert 25', 57' |           | "Toro" Machicado 60' | Asistencia: 3.500 espectadores Árbitro(s): Pedro Bermúdez Balbín (Balear) | Asistencia: 3.500 espectadores Árbitro(s): Pedro Bermúdez Balbín (Balear) |

| 24 de junio de 2008, 12:00 (CET) | RSD Alcalá | 1:2 (1:0) | Girona FC                        | Estadio Municipal El Val, Alcalá de Henares                                       |                                                                                   |
|                                  | Joselu 3'  |           | Dani Planagumà 60' · Xumetra 69' | Asistencia: 3.000 espectadores Árbitro(s): Roberto López Díaz (Castellano-Leonés) | Asistencia: 3.000 espectadores Árbitro(s): Roberto López Díaz (Castellano-Leonés) |

Temporada 2007-08
| Primera eliminatoria | Primera eliminatoria | Primera eliminatoria       | Primera eliminatoria | Primera eliminatoria |
| Local ida            | Resultado global     | Local vuelta               | Ida                  | Vuelta               |
| -------------------- | -------------------- | -------------------------- | -------------------- | -------------------- |
| RSD Alcalá           | 2-2 (v)              | AD Cerro de Reyes Atlético | 1-0                  | 2-1                  |

|  | Coruxo CF | 0:2 | UD Alzira |  |  |

|  | UD Alzira | 2:2 | Coruxo CF |  |  |

| 25 de mayo de 2008, 12:00 (CET) | RSD Alcalá          | 1:0 (0:0) | AD Cerro de Reyes Atlético | Estadio Municipal El Val, Alcalá de Henares                                         |                                                                                     |
|                                 | Óscar Quesada 90+3' | Reporte   |                            | Asistencia: 2.500 espectadores Árbitro(s): David Becerril Gómez (Castellano-Leones) | Asistencia: 2.500 espectadores Árbitro(s): David Becerril Gómez (Castellano-Leones) |

| 1 de junio de 2008, 12:00 (CET)                      | AD Cerro de Reyes Atlético        | 2:1 (0:0) | RSD Alcalá            | José Pache, Badajoz                                                       |                                                                           |
|                                                      | Masegosa 53' Iván Nofuentes 90+5' | Reporte   | Roberto Izquierdo 79' | Asistencia: 3.000 espectadores Árbitro(s): José María Díaz Mota (Andaluz) | Asistencia: 3.000 espectadores Árbitro(s): José María Díaz Mota (Andaluz) |
| Eliminatoria resuelta por Regla del gol de visitante |                                   |           |                       |                                                                           |                                                                           |

| Segunda eliminatoria | Segunda eliminatoria | Segunda eliminatoria | Segunda eliminatoria | Segunda eliminatoria |
| Local ida            | Resultado global     | Local vuelta         | Ida                  | Vuelta               |
| -------------------- | -------------------- | -------------------- | -------------------- | -------------------- |
| RSD Alcalá           | 0-1                  | UD Alzira            | 0-0                  | 1-0                  |

| 8 de junio de 2008, 12:00 (CET) | RSD Alcalá | 0:0 | UD Alzira | Estadio Municipal El Val, Alcalá de Henares                                           |  |
|                                 |            |     |           | Asistencia: 7.500 espectadores Árbitro(s): David Jiménez Moreno (Castellano-Manchego) |  |

| 15 de junio de 2008, 18:30 (CET) | UD Alzira         | 1:0 (0:0) | RSD Alcalá | Luis Suñer Picó, Alcira                                                        |                                                                                |
|                                  | Carlos Martín 75' |           |            | Asistencia: 5.000 espectadores Árbitro(s): Jerónimo Linares Celdrán (Murciano) | Asistencia: 5.000 espectadores Árbitro(s): Jerónimo Linares Celdrán (Murciano) |

Temporada 2008-09
Eliminatoria a doble partido. Los vencedores suben directamente a Segunda División B. Los nueve equipos derrotados en la fase de campeones pasan a las semifinales de la promoción.
| Campeones Final | Campeones Final  | Campeones Final | Campeones Final | Campeones Final |
| Local ida       | Resultado global | Local vuelta    | Ida             | Vuelta          |
| --------------- | ---------------- | --------------- | --------------- | --------------- |
| RSD Alcalá      | 3-3 (v)          | Villajoyosa CF  | 2-2             | 1-1             |

| 24 de mayo de 2009, 12:00 (CET) | RSD Alcalá                        | 2:2 (2:0) | Villajoyosa CF        | Estadio Municipal El Val, Alcalá de Henares                                           |                                                                                       |
|                                 | Miguel Ramos 7' Metola (p.p.) 28' | Reporte   | Migue 49' Fabiani 76' | Asistencia: 4.000 espectadores Árbitro(s): Iván Hernández Ramos (Castellano-Manchego) | Asistencia: 4.000 espectadores Árbitro(s): Iván Hernández Ramos (Castellano-Manchego) |

| 31 de mayo de 2009, 12:00 (CET)                      | Villajoyosa CF     | 1:1 (0:1) | RSD Alcalá       | Nou Pla, Villajoyosa                                                           |                                                                                |
|                                                      | Juanjo Hervías 67' | Reporte   | Miguel Ramos 32' | Asistencia: 3.000 espectadores Árbitro(s): Antonio Nicolás Carrasco (Murciano) | Asistencia: 3.000 espectadores Árbitro(s): Antonio Nicolás Carrasco (Murciano) |
| Eliminatoria resuelta por Regla del gol de visitante |                    |           |                  |                                                                                |                                                                                |

| Semifinales   | Semifinales      | Semifinales  | Semifinales | Semifinales |
| Local ida     | Resultado global | Local vuelta | Ida         | Vuelta      |
| ------------- | ---------------- | ------------ | ----------- | ----------- |
| Real Ávila CF | 3-5              | RSD Alcalá   | 1-0         | 5-2         |

| 7 de junio de 2009, 19:00 (CET) | Real Ávila CF       | 1:0 (0:0) | RSD Alcalá | Adolfo Suárez, Ávila                                                      |                                                                           |
|                                 | Carlos Quintana 70' |           |            | Asistencia: 4.500 espectadores Árbitro(s): Jesús Ortega Romano (Cántabro) | Asistencia: 4.500 espectadores Árbitro(s): Jesús Ortega Romano (Cántabro) |

| 14 de junio de 2009, 12:00 (CET) | RSD Alcalá                                                          | 5:2 (1:1) | Real Ávila CF             | Estadio Municipal El Val, Alcalá de Henares               |                                                           |
|                                  | - Nene 45' (pen.) - Miguel Ramos 53' - Moya 77', 90+3' - Joselu 81' |           | - Gustavo 24' - Jaime 85' | Asistencia: 5.000 espectadores Árbitro(s): Illana Fuentes | Asistencia: 5.000 espectadores Árbitro(s): Illana Fuentes |

| Final       | Final            | Final        | Final | Final  |
| Local ida   | Resultado global | Local vuelta | Ida   | Vuelta |
| ----------- | ---------------- | ------------ | ----- | ------ |
| CF La Nucía | 0-2              | RSD Alcalá   | 0-0   | 2-0    |

| 21 de junio de 2009, 19:00 (CET) | CF La Nucía | 0:0 | RSD Alcalá | Camilo Cano, La Nucía                                                      |  |
|                                  |             |     |            | Asistencia: 3.000 espectadores Árbitro(s): Ramón José Mulet Pacis (Balear) |  |

| 28 de junio de 2009, 18:00 (CET) | RSD Alcalá                 | 2:0 (1:0) | CF La Nucía | Estadio Municipal El Val, Alcalá de Henares                                            |                                                                                        |
|                                  | Miguel Ramos 4' Joselu 77' |           |             | Asistencia: 7.500 espectadores Árbitro(s): Ángel Álvarez Pinardo (Castellano-Manchego) | Asistencia: 7.500 espectadores Árbitro(s): Ángel Álvarez Pinardo (Castellano-Manchego) |

| Asciende a Segunda División B RSD Alcalá |

Temporada 2017-18
Eliminatoria a doble partido. Los vencedores de cada eliminatoria pasarán a semifinales. Los nueve equipos derrotados en la fase de campeones pasan a las semifinales de la promoción.
| Cuartos de final | Cuartos de final | Cuartos de final | Cuartos de final | Cuartos de final |
| Local ida        | Resultado global | Local vuelta     | Ida              | Vuelta           |
| ---------------- | ---------------- | ---------------- | ---------------- | ---------------- |
| RSD Alcalá       | 4-2              | AD San Juan      | 1-0              | 3-2              |

| Ida; 20 de mayo de 2018, 11:30 (CET) | RSD Alcalá      | 1:0 (1:0) | AD San Juan | Estadio Municipal El Val, Alcalá de Henares (Madrid) |                                                |
|                                      | - Castiella 20' |           |             | Árbitro(s): Alejandro Lucena Perdomo (Canario)       | Árbitro(s): Alejandro Lucena Perdomo (Canario) |

| Vuelta; 26 de mayo de 2018, 18:00 (CET) | AD San Juan               | 2:3 (2:0) | RSD Alcalá                      | Estadio San Juan, Pamplona                  |                                             |
|                                         | - Sandúa 2' · Ezcurra 29' |           | - 69', 88' Moha · 74' Nanclares | Árbitro(s): Roberto Montoya Simón (Riojano) | Árbitro(s): Roberto Montoya Simón (Riojano) |

| Semifinales | Semifinales      | Semifinales  | Semifinales | Semifinales |
| Local ida   | Resultado global | Local vuelta | Ida         | Vuelta      |
| ----------- | ---------------- | ------------ | ----------- | ----------- |
| RSD Alcalá  | 1-3              | SCD Durango  | 1-1         | 0-2         |

| Ida; 3 de junio de 2018, 12:00 (CET) | RSD Alcalá      | 1:1 (1:1) | SCD Durango | Estadio Municipal El Val, Alcalá de Henares (Madrid)                         |                                                                              |
|                                      | - Castiella 25' |           | - 16' Ekain | Asistencia: 3.000 espectadores Árbitro(s): Josue Barrera Santana (Tinerfeño) | Asistencia: 3.000 espectadores Árbitro(s): Josue Barrera Santana (Tinerfeño) |

| Vuelta; 9 de junio de 2018, 19:00 (CET) | SCD Durango                 | 2:0 (1:0) | RSD Alcalá | Campo de fútbol Tabira, Durango, Vizcaya    |                                             |
|                                         | - Pradera 47' · Ekain 90+3' |           |            | Árbitro(s): Fernando Parra Górriz (Navarro) | Árbitro(s): Fernando Parra Górriz (Navarro) |

Temporada 2019-20
|  | Semifinales | Semifinales           | Semifinales |                    |     | Final                 | Final | Final |  |
|  |             |                       |             |                    |     |                       |       |       |  |
|  |             |                       |             |                    |     |                       |       |       |  |
|  | 1.º         | C. D. A. Navalcarnero | 1           |                    |     |                       |       |       |  |
|  | 1.º         | C. D. A. Navalcarnero | 1           |                    |     |                       |       |       |  |
|  | 4.º         | R. S. D. Alcalá       | 1           |                    |     |                       |       |       |  |
|  | 4.º         | R. S. D. Alcalá       | 1           |                    | 1.º | C. D. A. Navalcarnero | 1     |       |  |
|  |             |                       |             |                    | 1.º | C. D. A. Navalcarnero | 1     |       |  |
|  |             |                       | 3.º         | A. D. Alcorcón "B" | 1   |                       |       |       |  |
|  | 2.º         | A. D. Unión Adarve    | 3.º         | A. D. Alcorcón "B" | 1   | 1                     |       |       |  |
|  | 2.º         | A. D. Unión Adarve    |             |                    |     | 1                     |       |       |  |
|  | 3.º         | A. D. Alcorcón "B"    | 3           |                    |     |                       |       |       |  |
|  | 3.º         | A. D. Alcorcón "B"    | 3           |                    |     |                       |       |       |  |
|  |             |                       |             |                    |     |                       |       |       |  |

| 18 de julio de 2020, 21:00 (CET) | C. D. A. Navalcarnero | 1:1 (0:0) | RSD Alcalá       | Ciudad del Fútbol de Las Rozas, Las Rozas (Madrid)                      |                                                                         |
|                                  | - Rubén Sánchez 71'   |           | - 79' Dani Ponce | Asistencia: 0 espectadores Árbitro(s): Cristian Sánchez Moraga (Madrid) | Asistencia: 0 espectadores Árbitro(s): Cristian Sánchez Moraga (Madrid) |

### Participaciones en Copa del Rey
Información: Se ha enfrentado a un total de 32 equipos en la competición, divididos por comunidades autónomas son: 10 equipos de la Comunidad de Madrid haciendo un total de enfrentamientos 12 veces; 3 de andalucía, 2 de Euskadi como Comunidad Valenciana y 1 de Castilla La-Mancha, Región de Murcia, Cataluña, Galicia y Asturias.
| Temporada | Ronda         | Rival                             | Ida         | Vuelta | Desempate | Global |  |
| --------- | ------------- | --------------------------------- | ----------- | ------ | --------- | ------ |  |
| 1943-44   | Primera ronda | Exento                            |             |        |           |        |  |
| 1943-44   | Segunda ronda | A. D. Ferroviaria                 | 4-0         |        |           | 4-0    |  |
| 1943-44   | Tercera ronda | Imperio Madrid                    | 1-2         |        |           | 1-2    |  |
| 1969-70   | Primera ronda | C. D. Alcoyano                    | ✈ 2-0       | 🏠 2-0 | 3-2       | 5-4    |  |
| 1977-78   | Primera ronda | Barakaldo C. F.                   | 🏠 2-0      | ✈ 0-0  |           | 2-0    |  |
| 1977-78   | Segunda ronda | Valencia C. F.                    | 🏠 1-3      | ✈ 7-0  |           | 10-1   |  |
| 1979-80   | Primera ronda | A. D. Torrejón                    | 🏠 2-2      | ✈ 3-1  |           | 3-5    |  |
| 1980-81   | Primera ronda | Getafe Deportivo                  | 🏠 1-0      | ✈ 3-1  |           | 3-2    |  |
| 1982-83   | Primera ronda | Talavera C. F.                    | 🏠 4-1      | ✈ 1-1  |           | 5-2    |  |
| 1982-83   | Segunda ronda | At. Madrileño                     | 🏠 3-1      | ✈ 1-0  |           | 2-3    |  |
| 1982-83   | Tercera ronda | Real Betis                        | 🏠 1-0      | ✈ 4-2  |           | 4-3    |  |
| 1984-85   | Primera ronda | A. D. Rayo Vallecano              | 🏠 1-2      | ✈ 2-0  |           | 1-4    |  |
| 1987-88   | Primera ronda | C. D. Leganés                     | 🏠 0-1      | ✈ 3-2  |           | 4-2    |  |
| 1988-89   | Primera ronda | U. D. Sanse de los Reyes          | ✈ 1-1       | 🏠 4-0 |           | 5-1    |  |
| 1988-89   | Segunda ronda | At. Madrileño                     | 🏠 1-0      | ✈ 2-3  |           | 4-2    |  |
| 1988-89   | Tercera ronda | Cartagena F. C.                   | 🏠 1-0      | ✈ 2-0  |           | 2-1    |  |
| 1990-91   | Primera ronda | Exento                            |             |        |           |        |  |
| 1990-91   | Segunda ronda | C. F. Fuenlabrada                 | ✈ 2-0       | 🏠 3-0 |           | 3-2    |  |
| 1990-91   | Tercera ronda | Sestao Sport                      | 🏠 0-0      | ✈ 0-1  |           | 0-1    |  |
| 1990-91   | Cuarta ronda  | Palamós C. F.                     | 🏠 2-0      | ✈ 3-0  |           | 3-2    |  |
| 1991-92   | Primera ronda | Getafe C. F.                      | 🏠 0-0      | ✈ 2-0  |           | 2-0    |  |
| 1992-93   | Primera ronda | S. R. Villaverde-Boetticher C. F. | ✈ 1-0       | 🏠 2-0 |           | 2-1    |  |
| 1992-93   | Segunda ronda | Real Aranjuez C. F.               | ✈ 2-0       | 🏠 0-2 |           | 0-4    |  |
| 2005-06   | Ronda Previa  | C. D. Las Rozas                   | ✈ 0-2       | 🏠 1-1 |           | 3-1    |  |
| 2005-06   | Primera ronda | Exento                            |             |        |           |        |  |
| 2005-06   | Segunda ronda | Xerez Club Deportivo              | 🏠 2-4      | 🏠 2-4 | 🏠 2-4    | 🏠 2-4 |  |
| Temporada | Ronda         | Rival                             | Part. único |        |           |        |  |
| 2007-08   | Primera ronda | Pontevedra C. F.                  | 🏠 1-5      |        |           |        |  |
| 2009-10   | Primera ronda | Real Oviedo                       | 🏠 0-1      |        |           |        |  |
| 2011-12   | Primera ronda | Exento                            | –           |        |           |        |  |
| 2011-12   | Segunda ronda | Cádiz C. F.                       | ✈ 3-1       |        |           |        |  |
| 2025-26   | Primera ronda | Bandera de ?                      |             |        |           |        |  |

## Organigrama deportivo

### Jugadores
| Máximos goleadores históricos | Máximos goleadores históricos | Máximos goleadores históricos | Más partidos disputados | Más partidos disputados   | Más partidos disputados |
| ----------------------------- | ----------------------------- | ----------------------------- | ----------------------- | ------------------------- | ----------------------- |
| 1.                            | Ángel Heredero                | 107 goles                     | 1.                      | José Luis Sánchez, Joselu | 473 partidos            |
| 2.                            | Antonio Brotóns               | 91 goles                      | 2.                      | Juan Lechón, "Juancho"    | 420 partidos            |
| 3.                            | Julián Montero                | 69 goles                      | 3.                      | Ricardo Rodríguez Flores  | 368 partidos            |
| 4.                            | Roberto Izquierdo             | 62 goles                      | 4.                      | Roberto Izquierdo         | 294 partidos            |
| 5.                            | Miguel Ramos                  | 61 goles                      | 5.                      | Juan Ignacio Viñas, Juani | 233 partidos            |

Nota: En negrita los jugadores aún activos en el club.

### Plantilla y Cuerpo técnico 2025-26
- Como exigen las normas de la RFEF desde la temporada 2019-20 en 2.ªB y desde la 2020-21 para 3.ª, los jugadores de la primera plantilla deberán llevar los dorsales entre los números 1 y 25, reservando el 1 y el 13 para los guardametas. Ante la posibilidad de un eventual tercer guardameta, con licencia en el primer equipo, se le reservará el dorsal número 25. Los jugadores que eventualmente puedan disputar partidos por su condición de pertenecer a equipos filiales o dependientes deberán portar un dorsal fijo a partir del número 26  en adelante serán para los futbolistas del filial, y también serán fijos y nominales en los partidos que intervengan.
- Los equipos españoles están limitados a tener en la plantilla un máximo de tres jugadores sin pasaporte de la Unión Europea. La lista incluye solo la principal nacionalidad de cada jugador; algunos de los jugadores no europeos tienen doble nacionalidad de algún país de la UE:

| Jugador(s) foráneo(s) que no ocupa(n) plaza como extracomunitario(s) | Jugador(s) foráneo(s) que no ocupa(n) plaza como extracomunitario(s) | Jugador(s) foráneo(s) que no ocupa(n) plaza como extracomunitario(s) | Jugador(s) foráneo(s) que no ocupa(n) plaza como extracomunitario(s) | Jugador(s) foráneo(s) que no ocupa(n) plaza como extracomunitario(s) |
| Jugador                                                              | Nacionalidad                                                         | 2º Nacionalidad                                                      |                                                                      |                                                                      |
| -------------------------------------------------------------------- | -------------------------------------------------------------------- | -------------------------------------------------------------------- | -------------------------------------------------------------------- | -------------------------------------------------------------------- |

### Altas y bajas 2025–26
- Los precios no se incluye IVA o sumas por objetivos, ya que no han sido efectivos.

| Altas                     | Altas          | Altas                    | Altas | Altas |
| Jugador                   | Posición       | Procedencia              | Tipo  | Costo |
| ------------------------- | -------------- | ------------------------ | ----- | ----- |
| Jaime de Castro           | Defensa        | C. D. Leganés B          | Libre | —     |
| Iván Gil                  | Guardameta     | Xerez CD                 | Libre | —     |
| Sergio Recio Cheki        | Centrocampista | CD Illescas              | Libre | —     |
| Javi Hernández            | Centrocampista | Jamshedpur F. C.         | Libre | —     |
| Aitor González            | Centrocampista | Rayo Vallecano B         | Libre | —     |
| Eduardo Viaña             | Defensa        | UD Sanse                 | Libre | —     |
| Cristian González "Chete" | Defensa        | UB Conquense             | Libre | —     |
| Iván Robledo              | Delantero      | Raya Vallecano Juvenil A | Libre | —     |
| Héctor González           | Defensa        | UD Sanse                 | Libre | —     |
| Nico Sánchez              | Centrocampista | Real Madrid C            | Libre | —     |
| David López               | Delantero      | Cultural Leonesa         | Libre | —     |
| Antonio Salinas           | Delantero      | CD Calahorra             | Libre | —     |

| Carlos Moyano Hornoiu | Centrocampista |
| Guille Moreno         | Centrocampista |
| Saúl Páez Vilches     | Delantero      |
|                       |                |
|                       |                |
|                       |                |

| Bajas            | Bajas          | Bajas            | Bajas           | Bajas |
| Jugador          | Posición       | Destino          | Tipo            | Cobro |
| ---------------- | -------------- | ---------------- | --------------- | ----- |
| Jorge Malote     | Centrocampista | AD Unión Adarve  | Fin de Contrato | —     |
| Agustín Móduda   | Centrocampista | México FC        | Fin de Contrato | —     |
| Pablo Sánchez    | Delantero      | Rayo Vallecano B | Libre           | —     |
| Marcos De Felipe | Defensa        | Agente Libre     | Libre           | —     |
| Octavio Airoldi  | Defensa        | Agente Libre     | Libre           | —     |
| David López      | Defensa        | Agente Libre     | Fin de Contrato | —     |
| Sergio Sousa     | Defensa        | Las Rozas CF     | Fin de Contrato | —     |
| Nico Triguero    | Delantero      | CD Guadalajara B | Fin de Contrato | —     |

### Entrenadores
Consideraciones previas
Se desconocen los entrenadores de las temporadas 1945-48 y  1954-55 (aunque Carlos Sánchez es posible que continuara en varios partidos). En la temporada 1950-51 se considera que el entrenador es Alfonso Pérez Prades así hizo referencia el presidente por aquel entonces Mariano Benedicto en una entrevista al diario Pueblo. Puede que Carlos Sánchez fuese el sustituto de Miguel Manchado en la temporada 1956-57 tras ser éste destituido y también en la temporada 1957-58. Quizá en estos dos últimos casos también fuese Carlos Sánchez el encarado de dirigir al equipo. En la temporada 1959-60 tras la lectura de los números de Nuevo Alcalá no queda claro cuantos partidos pudo dirigir Carlos Sánchez y cuantos José Mª Murcia antes del regreso al banquillo de José Mª Sánchez Ballesteros.
| Más partidos disputados | Más partidos disputados   | Más partidos disputados | Más partidos disputados |
| ----------------------- | ------------------------- | ----------------------- | ----------------------- |
| Pos.                    | Entrenador                | Partidos                | Temporadas              |
| 1.                      | Carlos Sánchez Segovia    | 268                     | 11                      |
| 2.                      | Jorge Martín de San Pablo | 197                     | 6*                      |
| 3.                      | José Antonio Segura       | 194                     | 6                       |
| 4.                      | Josip Višnjić             | 144                     | 4                       |

- Emilio Hernández. Primer entrenador del Club.
- 1935/36  Carlos Sánchez Segovia, Catete
- 1939/40 - 1944/45  Carlos Sánchez Segovia, Catete
- 1945/46  ¿?
- 1946/47  ¿? -  Carlos Sánchez Segovia, Catete -  ¿?
- 1947/48  ¿?
- 1948/49 - 1949/50  Carlos Sánchez Segovia, Catete
- 1950/51 - 1953/54  Alfonso Pérez Prades
- 1954/55  ¿?
- 1955/56  Manuel Alepuz
- 1956/57  Miguel Manchado (hasta la jornada 28) -  ¿?
- 1957/58  ¿?
- 1958/59  José María Sánchez Ballesteros
- 1959/60  Carlos Sánchez Segovia, Catete -  José María Murcia (hasta la jornada 7) -  José María Sánchez Ballesteros
- 1960/61  José María Sánchez Ballesteros (hasta la jornada 16) -  José Calleja/Manuel Jiménez
- 1961/62 - 1963/64  Manuel Jiménez
- 1964/65  José María Murcia (hasta la jornada 22) -  Juan Acedo Ponce
- 1965/66  Juan Acedo Ponce
- 1966/67 - 1968/69  José Antonio Naya
- 1969/70  Eduardo Vilchez (hasta la jornada 22) -  José María Murcia INT (hasta la jornada 25) -  Teodoro Nieto
- 1970/71  José María Murcia
- 1971/72  Herminio Mielgo
- 1972/73  Ángel Sierra (hasta la jornada 4) -  Eduardo Barrera INT (hasta la jornada 11) -  Ángel Domínguez Crisol
- 1973/74  Joaquín González Campos
- 1974/75  Paqui (hasta la jornada 9) -  Eduardo Chicharro INT (hasta la jornada 12) -  Campitos (hasta la jornada 34) -  Izquierdo
- 1975/76  Izquierdo (hasta la jornada 19) -  Esteban de la Cita
- 1976/77  Jesús Güemes
- 1977/78  Jesús Güemes (hasta la jornada 17) -  Ricardo Sánchez
- 1978/79  Ricardo Sánchez (hasta la jornada 11) -  Joaquín González Campos
- 1979/80 - 1980/81  José Antonio Segura
- 1981/82  Manuel Ruiz Sosa
- 1982/83  José Luis Monreal (hasta la jornada 16) -  Luis Martín/Ricardo Sánchez INT (hasta la jornada 19) -  Eduardo Chato González
- 1983/84 - 1984/85  Eduardo "Chato" González
- 1985/86  Juan Manuel Tartilán Requejo (hasta la jornada 5) -  Luis Marín García/Ricardo Sánchez/Marcelino Crespo Moreno, Caborana INT (hasta la jornada 8) -  Juan Antonio Jiménez Piñero
- 1986/87  Eduardo "Chato" González (hasta la jornada 15) -  José Antonio Segura
- 1987/88  José Antonio Segura
- 1988/89  José Antonio Segura (hasta la jornada 20) -  Juan Antonio Jiménez Piñero
- 1989/90  Juan Antonio Jiménez Piñero (hasta la jornada 3) -  Fco. Javier Ico Aguilar
- 1990/91  Fco. Javier Ico Aguilar (hasta la jornada 19) -  José Antonio Segura
- 1991/92  Juan Clemente
- 1992/93  Paco Gutiérrez y Felipe Frías (solo para la copa Comunidad Madrid)
- 1993/94  Héctor Vicente Posse (hasta la jornada 9) -  José Gijón INT (hasta la jornada 11) -  Florencio Fernández Oliva Flores (hasta la jornada 31) -  José Luis Martín
- 1994/95  Lorenzo Benito
- 1995/96  Lorenzo Benito (hasta la jornada 25) -  José Luis Martín
- 1996/97  José Luis Martín
- 1997/98  Fernando Cuesta (hasta la jornada 26) -  Paco Gutiérrez
- 1998/99  Eduardo Caturla (hasta la jornada 11) -  Luis Carlos López
- 1999/00  José Luis Martín (hasta la jornada 25) -  Juanjo Díaz/Luis Díaz
- 2000/01  Juanjo Díaz/Luis Díaz (hasta la jornada 20) -  Gustavo Silva
- 2001/02  Paco Gutiérrez y José Luis Morcuende, Chava (solo para la copa Comunidad Madrid)
- 2002/03 - 2003/04  David Gordo
- 2004/05  Josip Višnjić
- 2005/06  Pedro Valdo (hasta la jornada 24) -  Esteban Becker
- 2006/07  Esteban Becker (hasta la jornada 28) -  Paco Jémez
- 2007/08  Carlos Rivero (hasta la jornada 20) -  Josip Višnjić
- 2008/09  Josip Višnjić
- 2009/10  Pedro Valdo (hasta la jornada 9) -  Antonio Acosta
- 2010/11  Antonio Acosta
- 2011/12  Paco Flores (hasta la jornada 6) -  Josip Višnjić
- 2012/13  Pablo López Salgado (hasta la jornada 10) -  Antonio Acosta
- 2013/14  Antonio Acosta (hasta la jornada 16) -  Sergio Rubio (hasta la jornada 27) -  Luis Díaz
- 2014/15  Pablo Herrero/Fran Blasco
- 2015/16  Fran Blasco
- 2016/17  Joselu Sánchez
- 2017/18 - 2021/22  Jorge Martín de San Pablo
- 2022/23  Jorge Martín de San Pablo (hasta la jornada 5) -  Carlos Pérez
- 2023/24  Carlos Pérez
- 2024/25 - Actualidad  Vivar Dorado

### Directiva
La Real Sociedad Deportiva Alcalá ha tenido 22 presidentes a lo largo de su historia, la mayoría de ellos españoles. Jorge Higinio Carretero García y Alfonso Revilla Delgado fueron los que más tiempo estuvieron en su puesto con un total de 10 años cada uno. Alfonso Revilla Delgad, José María Benedicto Barco y Mariano Benedicto González ha sido los únicos que ha ejercido en dos periodos distintos.
En 2012, la entidad pasó a convertirse en sociedad anónima deportiva, el club era propiedad de sus socios y el presidente era elegido por estos. Tras la transformación en S.A.D., por tanto, se modificó el sistema de elección de presidente, pasando de ser elegido por los socios del club, a ser elegido por los accionistas de la sociedad.
El máximo accionista del club, sigue teniendo la mayoría en el Consejo de Administración, compuesto de la siguiente manera:
- Propietario: Carlos Martín Domínguez.
- Vicepresidentes: Román I. Rodríguez Fernández
- Vicepresidentes: Carlos Martín Domínguez.
- Consejero: José Antonio Pareja-Esteban.
- Consejero: Luis Echaniz Hernando.
- Consejero: Francisco Goya Gato.
- Consejero: Ignacio Rodríguez Rodríguez.

- Presidencia: José Antonio Pareja-Esteban.
  - Presidencia de Honor: Jorge H. Carretero García.
- Tesorero: Jose Antonio Campos Mesa.
  - Dirección Comunicación: Félix Cezón Calonge.
  - Dirección Relaciones Institucionales: —.
  - Secretario general y Director de explotación del Estadio Municipal El Val: Eva Holgado Pascual.
  - Secretario Técnico: Roberto Segador Basteiro.
- Vocales:
  - Dirección Relaciones de fidelidad de clubes: —.
  - Dirección Comercial/Empresarial: Luis Echaniz Hernando.
  - Director de Digitalización y Nuevas Tecnologías: Andrés de la Torre Lestán.
  - Director General: —.
  - Director del Área Social: Alejandro Briega Rodríguez.
  - Director de Servicio Médico: —.
  - Director Deportivo: Roberto Román Tito.
  - Director de la Factoría del Val: Sergio Morán.
  - Director de Metodología en formación de entrenadores para la Factoría del Val: Sergio Morán.
  - Director Deportivo de la Cantera Factoría del Val: Sergio Morán “Sergi”.
    - Directores de integración de familias del fútbol base: Francisco Gutiérrez Villamil y David Diestro Güil.

  - Director Deportivo de la sección Femenina: Gonzalo Torrijos.
    - Coordinadora del Fútbol Femenino: Aída Martínez Gómez-Lobo.

## Categorías inferiores
El club cuenta con categorías inferiores de formación de futbolistas desde la edad infantil, entre las que desarrolla y promueve el fútbol por medio de escuelas de fútbol. Todos ellos juegan y preparan sus partidos en los distintos terrenos de juego de la Ciudad de Alcalá de Henares. Abarca secciones desde la edad de benjamines hasta la de juveniles antes de acceder al equipo filial del club, desde el año pasado el equipo afiliado era la A. D. Henares D.IV, el cual se desvinculó del club el pasado 2 de junio de 2025, actualmente se volvió a recuperar el RSD Alcalá "B" como filial que desapareciera en el 2020. Estas se dividen en tres equipos de juveniles en la Liga Nacional, y dos en la Primera División Autonómica, tres equipos de la categoría de cadetes: uno de ellos en División de Honor y el otros dos en Primera División Autonómica. De la categoría de infantiles existen dos equipos: uno en División de Honor, y en Primera División Autonómica. Hay cinco equipos de alevines federados en diferentes ligas, otros cuatro equipos de benjamines y por último hay dos equipos prebenjamín (tanto benjamines como prebenjamines compiten en ligas de ámbito local). Los niños que más destacan, y cuya familia lo acepta, pasan a formar parte de los diferentes equipos federados que participan en diferentes competiciones.

### R.S.D. Alcalá "B"
La Real Sociedad Deportiva Alcalá "B" —conocido simplemente como Alcalá "B"— es el primer equipo filial del club. Fue fundado en 1978 con el nombre de R.S.D. Alcalá Promesas,  en 1980 se afilia al club A. D. Pastelerías Mallorca hasta 1996. En 1997 se recupera el equipo filial, siendo así, un club absolutamente dependiente denominándose Deportivo Alcalá hasta 1999 y desde entonces hasta 2020, pasó a llamarse Real Sociedad Deportiva Alcalá B. Posteriormente se prescinde nuevamente del equipo filial para afiliarse a otro equipo de la ciudad como la A. D. Henares D.IV. El 2 de junio de 2025 se desvincula del A. D. Henares D.IV como equipo afiliado después de 4 años.

## Otras secciones deportivas
La Real Sociedad Deportiva Alcalá fue fundada como un club de fútbol, pero con el paso del tiempo llegó a tener una marcada vocación de club polideportivo. Durante el siglo XX llegó a contar con numerosas secciones entre las que figuraron el ajedrez, atletismo, baloncesto, balonmano, boxeo, caza, ciclismo, fútbol sala, hípica, hockey hierba, rugby, tenis y vuelo sin motor. Sus secciones consiguieron diversos logros durante su existencia, llegando a tener una gran acogida y repercusión dentro de la ciudad.

### Sección de baloncesto
El 23 de julio de 2022 se hace oficial la recuperación de la sección de baloncesto gracias al acuerdo de colaboración llegado con La Fundación Arenales del Colegio Alborada de Alcalá de Henares. Los partidos como local los disputaran en los pabellones Colegio Alborada y sus pistas exteriores. Y el responsable de la sección será Iván Tenes.

### Sección de fútbol femenina
A finales del año 2021 se crea el Trofeo Dulcinea como su equivalente del masculino el Trofeo Cervantes.

### Sección de deporte adaptado
Desde diciembre de 2017 hasta mayo de 2024, 7 temporadas las que formó parte TUPUJUME asociación de personas con discapacidad intelectual con el club.
Las actividades y disciplinas que ejercieron fueron las de Fútbol sala, inscritos en la Liga FEMADDI y en la temporada 2019-20, se creado la sección de baloncesto.

## Área social y dimensión sociocultural

### Peñas
- La peña alcalaina Venecia fue fundada en la temporada 1971/72, siendo su primer presidente D. Miguel Pascual García. Desde entonces siempre alguno de sus miembros ha acompañado al Alcalá en sus desplazamientos fuera de la ciudad complutense, tanto a los partidos de liga regular como todas aquellas veces que el equipo se ha jugado algo importante. Actualmente el presidente y auténtico "alma mater" de la peña es D. Pedro López Navarro†, siempre con el megáfono en mano animando desde el fondo del estadio. Hoy en día la peña está compuesta por unos 180 socios.

- La peña alcalaina Ricardo Flores fue fundada en octubre de 1990, inicialmente estuvo compuesta por 6 socios, siendo su primer presidente D. José Gómez. Actualmente está compuesta por 28 socios, siendo su presidente D. Miguel Rubio.

- La peña cultural y deportiva El Marcador del Val fue fundada en el verano de 2001, coincidiendo con el ascenso de la RSD Alcalá a la categoría de bronce del fútbol español tras diez años de militar en Tercera División. A lo largo de su corta historia la peña El Marcador del Val ha tenido dos presidentes: D. Antonio Yebra† y Dña. Yolanda Gómez, siendo esta última hija de Juan Gómez Jiménez, socio n.º 1, fundador de la peña.

- La Asociación Cultural Peña Alcalainista Joselu fue fundada un 24 de agosto de 2007, como un más que merecido homenaje al gran capitán rojillo, y con la firme intención de atraer a la RSD Alcalá, a los alcalaínos, y rejuvenecer así a la afición del Val.

Sus 5 miembros fundadores componían la junta gestora provisional, que dirigía el destino de la Peña, hasta el 31 de diciembre de ese mismo año, en el cual se constituyó la primera junta directiva, siendo su primer presidente D. Ismael Corregidor. Su estratégica ubicación la sitúa junto a la tribuna del estadio.
- La Asociación Cultural Complutum-Tupamaro fue fundada el 24 de enero de 2009 por varios incondicionales a la Real Sociedad Deportiva Alcalá.